# Aspila pallida
Aspila pallida là một loài bướm đêm trong họ Noctuidae.